# (4412) Chephren
(4412) Chephren – planetoida z grupy pasa głównego asteroid okrążająca Słońce w ciągu 5 lat i 198 dni w średniej odległości 3,13 j.a. Została odkryta 26 września 1960 roku w Obserwatorium Palomar przez Cornelisa van Houtena i Toma Gehrelsa. Nazwa planetoidy pochodzi od Chefrena, faraona IV dynastii, budowniczego Wielkiego Sfinksa. Przed nadaniem nazwy planetoida nosiła oznaczenie tymczasowe (4412) 2535 P-L.